# Aus-Rotten
Pour les articles homonymes, voir Rotten.
Aus-Rotten est un groupe de crust punk américain, originaire de Pittsburgh, en Pennsylvanie. Actifs entre 1992 et 2001, leurs chansons traitent les problèmes socioéconomiques d'un point de vue anarchiste.

## Biographie
Le groupe est formé en 1992 à Pittsburgh, en Pennsylvanie. Le Pittsburgh City Paper décrit Aus-Rotten de « groupe le plus important de la renaissance anarcho-punk des années 1990. »
Leur vinyle Fuck Nazi Sympathy (1994) compte 25 000 exemplaires vendus, faisant de lui, le mieux vendu du label Havoc Records,. Fuck Nazi Sympathy atteindra une liste des meilleurs albums punk DIY en 2008, surpassant ainsi Ebullition, Three One G, Profane Existence, Gravity Records, Lengua Armada, et d'autres labels. En 1996, ils publient leur premier album studio, The System Works... for Them. Ils tournent brièvement au Japon en 1998 En 1999, ils sortent leur deuxième album studio, ...And Now Back to Our Programming.
Aus-Rotten se met en pause au milieu des années 1990 ; entretemps, Dave forme Human Investment avec Andy d'Anti-Flag, et Corey et Eric forment Doomsday Parade. Aus-Rotten se sépare pour de bon au début de 2001 et les membres formeront Caustic Christ et Behind Enemy Lines.

## Style musical et thèmes
D'après leur page Myspace, Aus-Rotten s'inspire de Black Flag, Conflict, Crass, et Subhumans. Le groupe a repris des chansons de Chumbawamba, Flux of Pink Indians, The Pist, Conflict, Crucifix et Upright Citizens. Aus-Rotten sera aussi passé par deux phases stylistiques durant son existence ; ils joueront initialement un punk hardcore à basse production, avant de revenir avec un son moins agressif.
Débutant par des chansons dénonçant les inégalités et l'hypocrisie des hommes politiques (No Change No Future, Vietnam Is Back), les paroles chargées du groupe ont évolué au cours des années pour traiter des thèmes tels que l'immigration (Xenophobia), le nationalisme (The Flag Will Cover Coffins) ou encore les droits des femmes avec la participation d'Adrienne Droogas sur leurs deux derniers albums.

## Discographie

### Albums studio
- 1996 : The System Works... for Them
- 1999 : ...And Now Back to Our Programming
- 2001 : The Rotten Agenda

### Démo et EP
- 1992 : We Are Denied, They Deny It (démo)
- 1993 : Anti-Imperialist (EP)
- 1994 : Fuck Nazi Sympathy (EP)

### Compilation
- 1997 : Not One Single Fucking Hit Discography

### Split
- 1994 : Aus-Rotten / Naked Aggression